# Santa Caterina d'Alessandria con donatore
Santa Caterina d'Alessandria con donatore è un dipinto del pittore veronese Francesco Morone, realizzato con la tecnica della pittura a tempera su tela, conservato nel museo di Castelvecchio a Verona.
Secondo quanto raccontato da Bartolomeo Dal Pozzo, la tela fu in origine collocata nella sagrestia dell'oratorio di San Gregorio, che fu per poi essere demanializzato nel 1806 secondo le disposizioni napoleoniche. Fino al XIX secolo la tela era attribuita a Giovan Francesco Caroto ma dal secolo successivo la paternità venne riconosciuta a Francesco Morone, anche se alcuni autori ancora sollevino dubbi in favore di Caroto. Le condizioni non ottime del dipinto non permettono analisi più approfondite nonostante sia stato sottoposto a interventi di restauro nel 1857, da parte di Lorenzo Muttoni, e nel 1986.